# Saint-Germain-le-Fouilloux

Saint-Germain-le-Fouilloux este o comună în departamentul Mayenne, Franța. În 2009 avea o populație de 1,019 de locuitori.